# Priola
Priola (Priòla in piemontese) è un comune italiano di 620 abitanti della provincia di Cuneo in Piemonte.

## Geografia fisica
Il territorio comunale si estende ai due lati del fiume Tanaro. Il centro comunale e la frazione Pievetta sono situate sul fondovalle, mentre la frazione Casario è collocata più in alto, in destra idrografica della vallata; da Casario, tramite il Colle della Rionda, si può raggiungere Calizzano. Il punto più meridionale del comune è rappresentato dal monte Spinarda, collocato sullo spartiacque Tanaro/Bormida.

## Storia

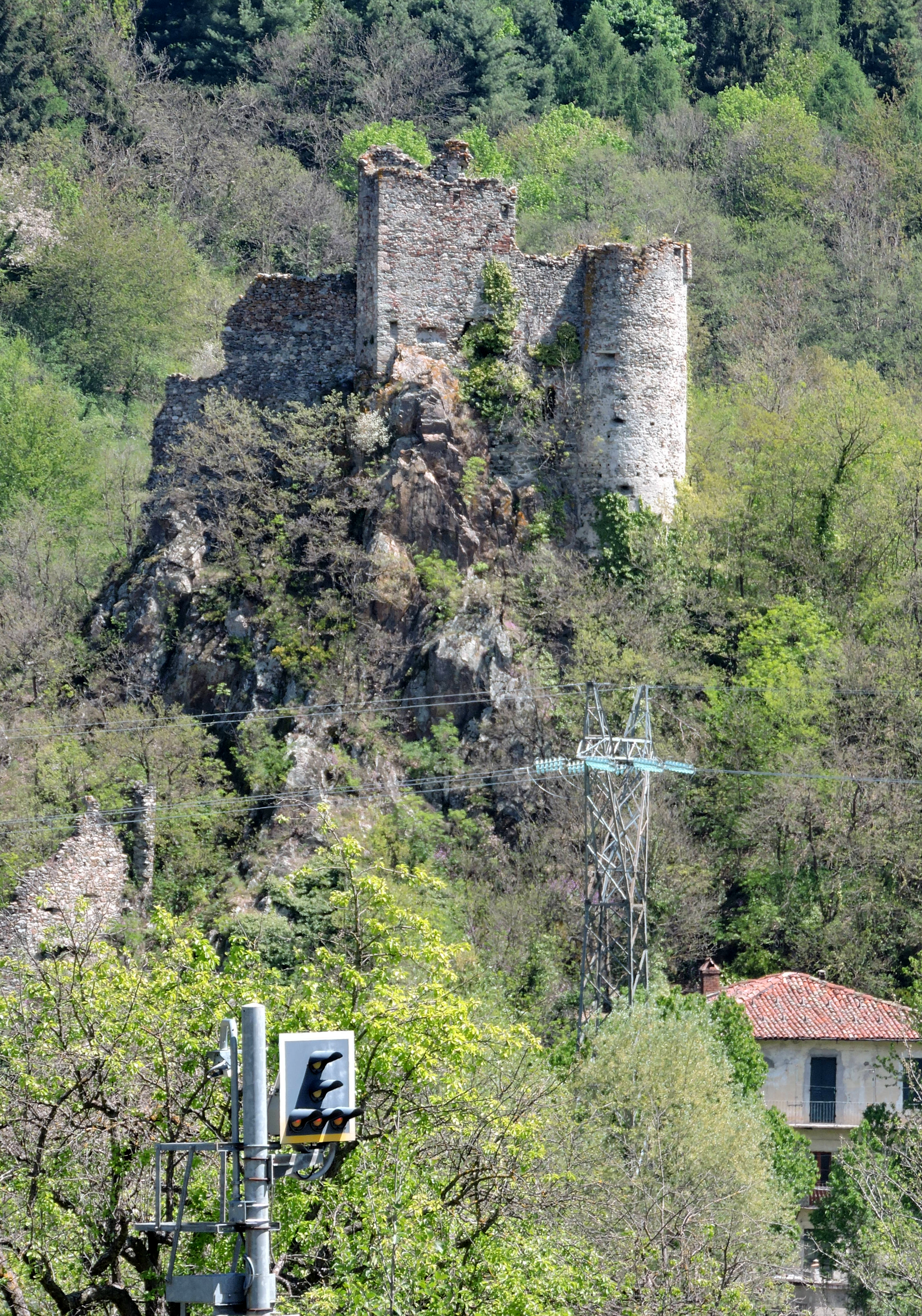
Il castello

Priola viene menzionata in un documento del 1033 dove si attesta che vi si trovava una chiesa dedicata a San Desiderio e un castello. Quest'ultimo venne parzialmente distrutto nel 1518; i suoi resti sono tuttora presenti sulla destra idrografica del Tanaro. Nel 1270 a Priola fu costituita la parrocchia di San Desiderio; l'attuale parrocchiale è frutto di una ricostruzione del 1718. Anche la frazione Casario ebbe la dignità di parrocchia a partire dal 1580. La sua sede fu inizialmente nella chiesa di San Giusto ma venne poi trasferita nella cappella di San Rocco, che risale al 1630 e conserva vari interessanti affreschi.
La zona attorno ai monti Sotta e Spinarda fu teatro di operazioni belliche collegate alle due campagne d'Italia di Napoleone Bonaparte, durante le quali le truppe francesi si attestarono attorno alla cima delle montagne.

### Simboli
Lo stemma e il gonfalone del comune di Priola sono stati concessi con decreto del presidente della Repubblica del 3 dicembre 2013.
Il gonfalone è un drappo di giallo con la bordatura di azzurro.

## Società

### Evoluzione demografica
Abitanti censiti

## Amministrazione

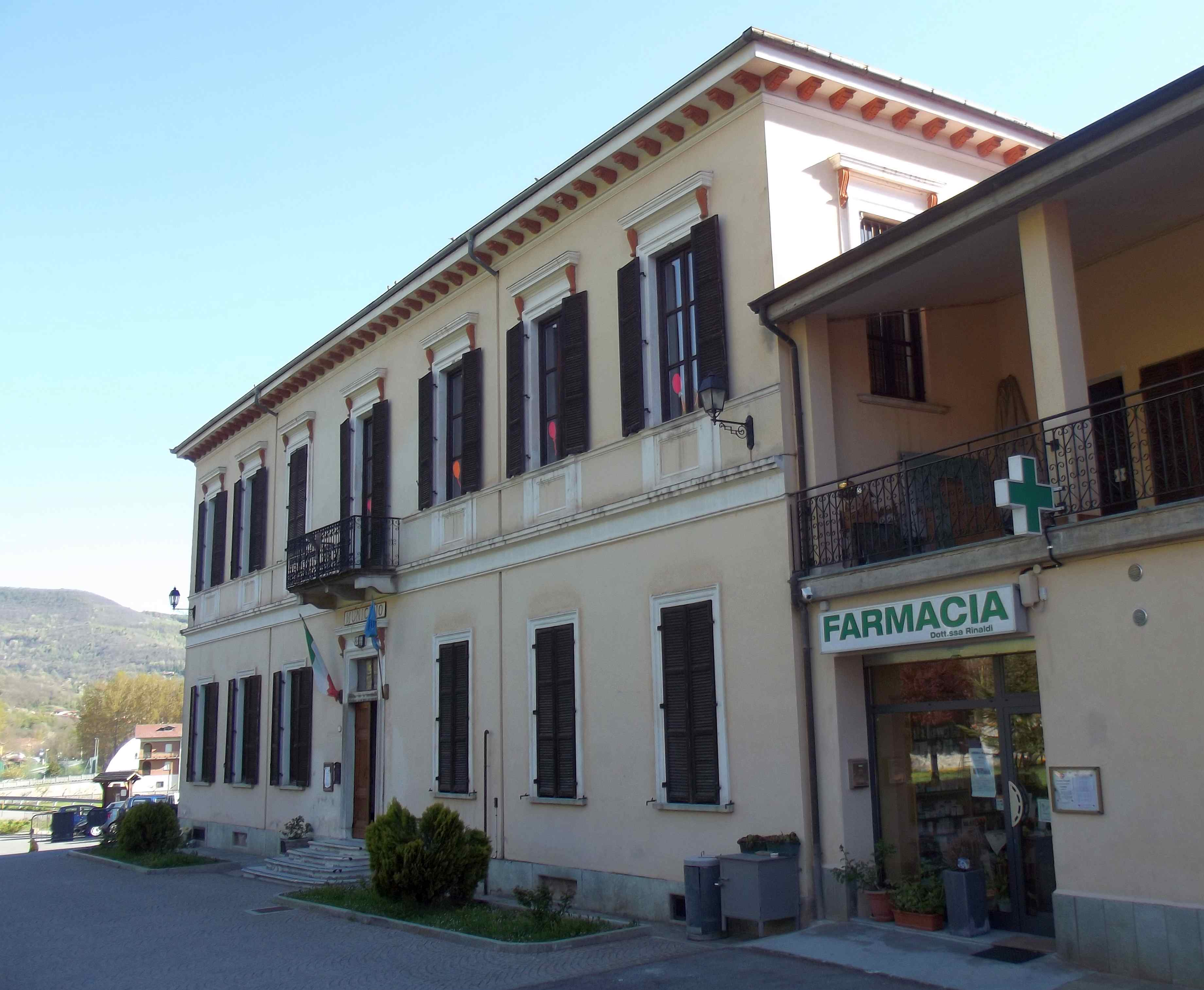
Il municipio

| Periodo | Periodo   | Primo cittadino   | Partito      | Carica  | Note |
| ------- | --------- | ----------------- | ------------ | ------- | ---- |
| 2004    | 2009      | Sandro Castagnino | lista civica | Sindaco |      |
| 2009    | 2014      | Luciano Sciandra  | lista civica | Sindaco |      |
| 2014    | 2019      | Luciano Sciandra  | lista civica | Sindaco |      |
| 2019    | 2024      | Luciano Sciandra  | lista civica | Sindaco |      |
| 2024    | in carica | Laura Canavese    | lista civica | Sindaco |      |

### Altre informazioni amministrative
Priola faceva parte della comunità montana Alto Tanaro Cebano Monregalese.